# الکساندر خیمیچ
الکساندر خیمیچ (انگلیسی: Oleksandr Khimich؛ زادهٔ ۹ آوریل ۱۹۷۵) ورزشکار روئینگ اهل اوکراین است. او همچنین از قایقرانان روئینگ بازی‌های المپیک تابستانی ۱۹۹۶ بوده‌است.